# Princess Pavilion
Le Pavillon des Princesses est un lieu de rencontre avec les princesses Disney situé dans le parc Disneyland à la place de l'ancien pavillon de sortie de l'attraction "it's a small world!".

## L'attraction
Situé entre “it’s a small world” et the Old Mill, le Pavillon des Princesses, appelé en anglais the Princess Pavilion, prend son inspiration architecturale dans le style médiéval féérique du Château de la Belle au Bois Dormant qui est à l’entrée du Land. Cette résidence royale, richement décorée avec des fenêtres en verre coloré et de somptueux tissus, est le lieu privilégié pour rencontrer les Princesses Disney. Quand l’attraction est ouverte, une ou deux Princesses sont présentes, c’est la meilleure opportunité pour les visiteurs du Parc Disneyland Park de se faire prendre en photo avec elles. Les visiteurs entrent dans le pavillon par une porte sous une arcade de pierre puis longent un couloir en pente douce, décoré par des fenêtres en verre coloré et des objets en cristal. Un miroir magique leur souhaite la bienvenue au milieu de la rampe. Au bout de la rampe, ils pénètrent au centre du bâtiment, où, après s’être présenté au podium de réception, ils sont invités à entrer dans une alcôve. Ici, devant une peinture murale représentant Le Château de la Belle au Bois Dormant, l’emblème du Parc Disneyland Park, entourée d’élégantes draperies, ils rencontrent une princesse pour une rencontre privilégiée.
Le bâtiment abritait précédemment “World Chorus”, le post‐show de “it’s a small world”.
Le pavillon des Princesses est une attraction unique à Disneyland Paris.

## Les princesses du Pavillon
- Blanche Neige
- Cendrillon
- Belle
- Aurore
- Jasmine
- Ariel
- Raiponce
- Elsa
- Anna